# حي أزادي (جهاد)
حي أزادي (بالفارسية: شهرک آزادی) هي قرية تقع في إيران في قسم جهاد الريفي. يقدر عدد سكانها بـ 105 نسمة بحسب إحصاء 2016.